# Soulier d'or belge 1973
Le Soulier d'or 1973 est un trophée individuel, récompensant le meilleur joueur du championnat de Belgique sur l'ensemble de l'année 1973. Ceci comprend donc à deux demi-saisons, la fin de la saison 1972-1973, de janvier à juin, et le début de la saison 1973-1974, de juillet à décembre.

## Lauréat
Il s'agit de la vingtième édition du trophée, remporté par le défenseur du Racing White Maurice Martens. Deuxième lors de l'édition précédente, il devient cette année le premier joueur du Racing White à remporter le Soulier d'Or. Il doit son sacre à ses performances en équipe nationale, et à la bonne saison de son club, qui termine troisième en 1973. Il obtient près du double des points de son dauphin, le standardman Nico Dewalque, qui termine pour la cinquième fois dans le top-5. Le libéro du FC Bruges Erwin Vandendaele, champion de Belgique après 53 ans d'attente, et lauréat deux ans plus tôt, complète le podium.

## Top 5
| Place | Joueur             | Nationalité | Club(s)           | Points |
| ----- | ------------------ | ----------- | ----------------- | ------ |
| 1.    | Maurice Martens    |             | Racing White      | 270    |
| 2.    | Nico Dewalque      |             | Standard de Liège | 142    |
| 3.    | Erwin Vandendaele  |             | FC Bruges         | 92     |
| 4.    | Paul Van Himst     |             | RSC Anderlecht    | 87     |
| 5.    | Robert Rensenbrink |             | RSC Anderlecht    | 50     |